# Xanthophyllum ellipticum
Xanthophyllum ellipticum är en jungfrulinsväxtart som beskrevs av Pieter Willem Korthals och Friedrich Anton Wilhelm Miquel. Xanthophyllum ellipticum ingår i släktet Xanthophyllum och familjen jungfrulinsväxter. Inga underarter finns listade i Catalogue of Life.